# Eleodoro Vargas Vicuña
Eleodoro Vargas Vicuña (Cerro de Pasco, 1924 - Lima, 10 de abril de 1997) fue un escritor peruano. Se le ubica dentro de la corriente neoindigenista. Cultivó el cuento y la poesía. Su obra literaria es breve pero bien trabajada, y demuestra en ella un profundo conocimiento del campesino indígena y su ambiente. Es considerado como uno de los principales representantes de la generación literaria de 1950.

## Biografía
Hijo de Eleodoro Vargas Galarza y Julia Vicuña Avellaneda, nació en Cerro de Pasco pero vivió sus primeros años de infancia en un poblado rural del distrito de Acobamba, provincia de Tarma, departamento de Junín, donde cursó la educación primaria entre 1931 y 1936.
Trasladado a Lima, cursó sus estudios secundarios en el Colegio Nacional Nuestra Señora de Guadalupe (1937-1941). Luego estudió Letras y Psicología en la Universidad de San Marcos (1942 - 1945) y en la Universidad de San Agustín de Arequipa (1946 - 1951).Por los años 50 llegó al grupo de Palermo, donde hizo famosa la frase amiguera "¡Viva la vida!", bebía tranquilo pareciera que no se mareaba.
Realizó viajes con fines de estudio y aprendizaje por Bolivia (1948 y 1951), Argentina (1955), España, Francia, Holanda, Corea y China (1970).
Trabajó en Radio Nacional del Perú (1951-1960), en la Universidad Nacional de Educación y en el Instituto Nacional de Cultura.
Obtuvo el Premio Nacional de Poesía de 1959.

## Obras
- Ñahuín (1953; y aumentada en 1976), cuentos.
- Zora, imagen de poesía (1964), poesías, con las que gana una edición del Premio Nacional de Poesía.[2]
- Taita Cristo (1964), recopilación de cuentos. Fue reeditado de manera póstuma en 1999, incluido Ñahuín en el mismo volumen.[3]
- El cristal con que se mira (1975), cuentos.
- Florida llama: pensamiento de la noche (1996), poesías. Premio Pucará de Poesía de la municipalidad de Pucará.

- Esa vez del huaico, (1953)
También publicó cuentos en las revistas Oráculo (1981) y La Casa de Cartón (1997).

## Crítica

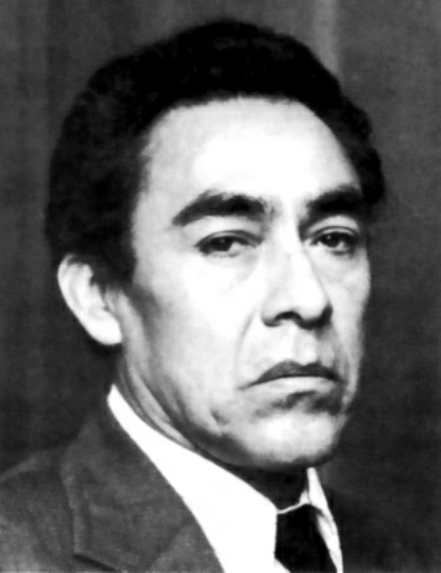

En sus cuentos Vargas Vicuña reprodujo magistralmente el lirismo del habla coloquial de la gente campesina del ande. Su economía verbal y su precisión de adjetivos van parejas con su sensibilidad exquisita.  Su método narrativo es acumulativo y a la vez selectivo: va acumulando y seleccionando imágenes líricas o poéticas del complejo mundo de creencias y comportamientos del campesino indígena, que si bien están enraizadas en lo regional, se advierte en ellas a la vez una apertura simbólica hacia lo universal, es decir a las situaciones básicas de la vida humana, lo cual es independiente del origen cultural de los autores y sus personajes. Esa apertura se denota en Ñahuín: allí se observa la presencia de los pares fundamentales: vida, muerte; generación, nacimiento; siembra, cosecha; inundación, sequía.
El escritor Oswaldo Reynoso, que lo conoció muy bien, califica a Vargas Vicuña de 'escritor total'. "Más que narrador y poeta, era un perfeccionista". En ello radicaría la razón de la parquedad de la obra de Vargas: "Era demasiado responsable y cuidadoso al presentar sus trabajos a sus lectores. Según me ha contado su viuda, ella conserva muchos cuadernos con relatos y novelas cortas que deberían ser publicados", precisa Reynoso.
Se le ha comparado con Juan Rulfo, el narrador  mexicano que al igual que Vargas Vicuña encontró el lirismo que encierra el habla rural, manejan concisión de lenguaje y algo de onirismo. Rulfo publicó en 1953 su primera obra, El llano en llamas, un año después de publicado Ñahuín , el primer libro de cuentos de Eleodoro.Le dice a Roland Forgues que él viene de Cabello Carbonera, y que dos pilares que le han servido son Ciro Alegría y José Ma. Arguedas, y este en el sentido   de la posibilidad del quehacer sobre el lenguaje.
Su poesía acusa predilecciones por el ensayo exotista y la protesta social.